# Хасанов-Гуфра, Галим Гуфранович
 Хасанов-Гуфра, Галим Гуфранович  (1914, Башкирия, Российская империя — 1944?) — советский офицер, сотрудничавший с немецкой разведкой. Оперативный псевдоним — Отнашев.

## Биография
Родился в 1914 году в Башкирии. По национальности татарин, происходил из крестьян, беспартийный, закончил 7 классов в общеобразовательной школе и один курс кооперативного техникума, военного образования не имел. В армию призван в 1939 году, служил старшиной 554-го горнострелкового полка 138-й СД, затем командиром взвода того же полка, имел звание лейтенанта, холост, судим не был. 
В марте 1942 года после оставления советскими войсками города Судак был окружён с группой бойцов и взят в плен немцами. Содержался в лагерях военнопленных в Феодосии, Симферополе, Джанкое и Юкенвальде (в 120 км от Берлина). В апреле 1943 года в Юкенвальде был завербован германской военной разведкой пропагандистом из числа русских военнопленных. После вербовки направлен на учёбу подрывников сроком на две недели. В мае 1943 года переведён в Сталино в зондеркоманду фельдпост 5193, в июне вместе с командой прибыл в Варшаву, из Варшавы выезжал в Берлин и через Румынию и Венгрию прибыл в Югославию для борьбы с югославскими партизанами. Вернувшись в 1943 году из Югославии в Варшаву, был направлен в Краснодар, в зондеркоманду фельдпост 09357.

## Деятельность на территории СССР
Принимал участие в акции, проводимой абвером в Краснодаре перед приходом туда советских войск. В начале февраля 1943 года Вольдемар Кетлер набрал зондеркоманду численностью более 70 человек. 8 февраля группа под его командованием, в составе которой был и Хасанов, прибыла в Краснодар. В обязанности Хасанова входило обходить население и в качестве провокации призывать преследовать отступающие немецкие войска. Всех, изъявивших желание бороться, направляли в комендатуру, откуда потом вывозили за город и расстреливали. 
Из справки начальника отдела контрразведки Смерш Орловского военного округа на Хасанова и Курбанова: 

В январе 1943 года Хасанов и Курбанов вместе с зондеркомандой переехали в город Краснодар, где при отступлении немецких войск из Краснодара они вместе с 73 предателями, переодетыми в красноармейскую форму, остались в Краснодаре по заданию немцев для выявления и истребления советского актива. Путём такой провокации им удалось выявить около ста человек советских патриотов, которых они вывели за город и расстреляли. За выполнение этого задания Хасанов и Курбанов были награждены серебряной медалью «За храбрость». После выполнения задания немецкой разведки по истреблению советских граждан города Краснодара Курбанов и Хасанов были вызваны Арнольдом в город Варшаву, откуда их направили в Югославию для борьбы с партизанским движением. Среди диверсантов школы Хасанов имел свою агентуру, через посредничество которой выявил более 30 человек, намеревавшихся явиться с повинной в советские органы. Им лично был вскрыт заговор во главе с командиром взвода лейтенантом Наумовым перейти на сторону партизан, за что Наумов был расстрелян, а остальные лица были заключены в штрафной лагерь.
В 1944 году в феврале и марте дважды перебрасывался через линию фронта на территорию частей Красной Армии с заданиями по сбору сведений шпионского характера о частях Красной Армии в пользу немецкой разведки. Первый раз Хасанов перебрасывался на сторону частей Красной Армии с группой в составе 4-х человек — двух немцев, бывших советских граждан, и одного бывшего военнопленного Курбанова. Хасанов пробыл на стороне Красной Армии 3 дня, после чего вся группа возвратилась через линию фронта обратно к немцам. Второй раз Хасанов был переброшен в тыл Красной Армии с задачей провести ближнюю разведку по дислокации советских войск и пробыл на территории Красной Армии 6 дней. За успешное выполнение задания был награждён двумя серебряными медалями.
В 1944 году вместе с группой был заброшен в советский тыл. Перед заброской диверсанты прошли дополнительную подготовку по минно-взрывному делу, в том числе по применению малых магнитных мин, замедленного действия с часовым механизмом, противотанковых и противопехотных мин, обучались расчёту зарядов для совершения диверсии на металлоконструкциях. Большое внимание при подготовке диверсантов уделялось их идеологической обработке в антисоветском духе, многие из парашютистов были членами Народно-трудового союза нового поколения. Заданием группы было создание опорной базы для организации широкой диверсионной работы в тылу Красной Армии на коммуникациях, расположенных в районе Брянских лесов; подрыв железнодорожных путей и воинских эшелонов, идущих на фронт; выведение из строя паровозного парка; разрушение железнодорожных мостов, военных и других объектов на железных дорогах; организация вооружённых налётов на автотранспорт, важные и военные промышленные объекты в районе действия отряда; проведение вербовочной и пропагандистской работы среди местного населения. Руководством Абвера был составлен соответствующий план, согласно которому в Брянских лесах намечалось выбросить 2-3 роты. Группа Хасанова должна была действовать под видом подразделения Красной Армии, занимающегося вылавливанием дезертиров и бандитских групп. Отряд Хасанова получил кодовое название «4-й партизанский отряд». Группа Хасанова пропагандировалась как освободительный отряд от большевизма.
Из письма о военно-политическом положении Германии, направленного группе Хасанова германской разведкой: 

«Итак, на всех фронтах начались боевые действия решительного порядка. Гитлер в своей последней речи, обращённой к руководителям германского государства, заявил, что именно теперь, когда положение Германии кажется столь серьёзным, он уверен в победе больше, чем когда-нибудь раньше. Немецкое командование, а с ним и вся немецкая армия и страна спокойны, так как уверены в своих силах, в победе… Поздравляем вас и ваших товарищей с удачно проводимой вами работой, которая содействует нашей общей борьбе за будущее русского народа, за освобождение его от иудо-большевизма. Мы увидим ещё нашу любимую Родину свободной, счастливой, богатой и великой, живущей в дружной семье народов новой Европы. Ваши друзья и боевые товарищи».

## Арест
26 июня группа была заброшена в советский тыл, в течение четырёх дней диверсанты передавали сообщения немецкому командованию о успешном приземлении и успешной работе. 30 июня группа парашютистов была обнаружена, при задержании она оказала вооружённое сопротивление. Из группы Хасанова удалось скрыться четверым парашютистам, остальные 14 во главе с руководителем группы парашютистом-диверсантом Хасановым и радистом Бедретдиновым были арестованы. 
Из записки по ВЧ начальника отдела контрразведки «Смерш» ОРВО генерал-майора Попова заместителю начальника ГУКР «Смерш» генерал-лейтенанту Селивановскому от 11 июля 1944 года:

Докладываю, что в ночь на 23 июня с. г. в районе деревни Пашенька Навлянского района немцами выброшена группа парашютистов в количестве 18 человек, возглавляемая Хасановым.
При себе Хасанов имел фиктивные документы на имя капитана Отнашева Шакира Ибрагимовича, командира отряда 269-го стрелкового полка Внутренних войск НКВД.